# ジンチョウゲ
ジンチョウゲ（沈丁花、学名: Daphne odora）は、ジンチョウゲ科ジンチョウゲ属の常緑低木。別名でチンチョウゲともいわれる。中国名は瑞香、七里香、千里香、別名：輪丁花。原産地は中国南部で、中国から日本に渡来して、室町時代にはすでに栽培されていたとされる。クチナシ、キンモクセイとともに、日本の三大芳香木の一つに数えられる。

## 名称
「沈丁花」という漢字名は、香木の沈香（ジンコウ）のような良い匂いがあり、丁子（クローブ）の香りを合わせたような香木という意味で名付けられた。また、沈丁は沈香から転訛したものという説もある。学名の Daphne odora の属名 Daphne（ダフネ）はギリシア神話の女神ダフネにちなむ。種小名の odora（オドラ）は「芳香がある」を意味する。

## 特徴
常緑広葉樹の低木。樹皮は褐色で滑らか。葉は互生し、濃緑色をしたツヤのある革質で、長さ6センチメートル (cm) 、幅2 cmの倒披針形で、ゲッケイジュの葉に似ているが、ゲッケイジュよりも軟弱。
雌雄異株であるが、日本にある木は雄株が多く、雌株はほとんど見られない。そのため種を採取することはできず、増やすためには挿し木を使う。挿し木には、植物の先端部分を使う「天芽挿し」を用いる。
花期は2 - 4月。枝先から濃紅色の花蕾が、集まって出てくる。花は花弁がない花を20 - 30個、枝の先に手毬状に固まってつく。花弁のように見えるものは4枚の萼片で、外側が淡紅色、内側が白色で、中にはすべて白色のものもある。雄蕊は黄色、花から強い芳香を放つ。花を囲むように葉が放射状につく。
果期は6月。赤く丸い果実をつけるが、実を噛むと辛く、有毒である。日本には雌株が少ないため、あまり結実しないが、ごく稀に実を結ぶこともある。
冬芽は前年枝の先につき、そのほとんどが花芽で、多数の総苞に包まれている。側芽は枝に互生し、かなり小さく、葉が落ちると見えるようになる。葉痕は半円形で、維管束痕が1個ある。

## 利用・文化
関東地方以南では、庭木や公園樹として親しまれており、墓に植えられることも多い。ただし、移植は好まず、耐寒性には乏しい性質がある。日本にあるものはほとんどが雄株のため、挿し木で増やす。花の煎じ汁は、歯痛・口内炎などの民間薬として使われる。

### 神話
ギリシャ神話にジンチョウゲの逸話が登場する。キューピッドの黄金の矢に射抜かれた太陽神アポロンは、最初に出会った女性に恋焦がれる運命になる。アポロンの前に通りがかったのは、森の妖精ダフネ。アポロンは激しい恋に落ち、ダフネを追いかけまわす。ダフネは逃げ惑い、ゼウスに助けを求めた。ダフネのことを憐れに思ったゼウスは、彼女をジンチョウゲの花へと変えた。ダフネがジンチョウゲの花に姿を変えても、アポロンのダフネに対する愛は失われなかった。

### 花言葉
ジンチョウゲの花言葉は、「栄光」「不死」「不滅」とされる。

### 俳句
春先に花を咲かせることから、春の季語としてよく詠われる。
- 沈丁や死相あらはれ死相きえ　　川端茅舎（『華厳』所収）
- 沈丁の香の強ければ雨やらん　　松本たかし（『松本たかし句集』所収）
- 闇濃くて腐臭に近し沈丁花　　野澤節子（『雪しろ』所収）

### 歌集
- 沈丁花 月のひかりは… - からしまあきこ（文芸社、発売日：2007年8月1日）

### 小説
- 「沈丁花」 - 宮本百合子（初出：「文芸春秋」1927（昭和2）年2月号）

## 効用

### 漢方薬
漢方薬としては瑞香花といい、花の部分を歯痛、咽喉痛、乳がん初期、神経痛などの薬にする。ただし、植物のすべての部分が毒性を持っており、特に果実が危険である（後述）。

### 毒性
全体にメゼレインなどの有毒成分を含み、特に果実や樹皮の毒が強い。誤食した場合には口唇や舌の腫れ・のどの渇き・嚥下困難・悪心・嘔吐・血の混じった下痢を伴う内出血・衰弱・昏睡などの症状が出て、死に至る可能性もある。また、汁液に触れた場合には皮膚に炎症などが生じる恐れがある。

## 品種
ジンチョウゲはたくさんの栽培品種が作られており、葉に縞や斑が入ったフクリンジンチョウゲや、葉がねじれたり、波を打っているものなどの品種が多数ある。主な品種は以下のものが掲げられる。
- シロバナジンチョウゲ（白花沈丁花、学名: Daphne odora Thunb. f. alba (Hemsl.) H.Hara (1954)[12]） - 花の色が白い。
- ウスイロジンチョウゲ（薄色沈丁花、学名: Daphne odora Thunb. f. rosacea (Makino) H.Hara (1954)[13]）
- フクリンジンチョウゲ（覆輪沈丁花、学名: Daphne odora Thunb. 'Marginata' (1930)[14]） - 葉の縁に斑が見える。